# Лоренц Губер
Лоренц Губер (нім. Lorenz Huber, 24 лютого 1906, Оффенбург — 6 жовтня 1989, Карлсруе) — німецький футболіст, що грав на позиції захисника за «Карлсруе ФФ», провів одну гру за національну збірну Німеччини.

## Клубна кар'єра
У дорослому футболі дебютував 1925 року виступами за команду клубу «Карлсруе ФФ», кольори якої і захищав до 1945 року. 

## Виступи за збірну
1932 року провів свою першу і єдину гру у складі національної збірної Німеччини.
Помер 6 жовтня 1989 року на 84-му році життя у Карлсруе.